# Honda Prelude
A Honda Prelude egy sportos kupé volt, amit a japán autógyártó, a Honda gyártott 1978-tól 2001-ig. A Honda S800-at váltotta le ez az orrmotoros, elsőkerék meghajtású sportkocsi. A kétajtós kupé öt generációt élt meg, végül beszüntették a gyártását, amikor bejött az ötödik generációs Honda Integra vagy Acura RSX Type-S, ahogyan Észak-Amerikában hívták. A Honda S2000 1999-es kibocsátásával csökkentek a típus eladási és népszerűségi mutatói, ez vezetett a gyártás leállításához 2001-ben. Az Egyesült Államok-ban a Honda Accord kupé váltotta fel a Prelude-öt.
A Prelude riválisai voltak: Nissan Silvia, Isuzu Impulse, Mitsubishi FTO, Mitsubishi Cordia (később Eclipse), Opel Manta/Opel Calibra, Ford Probe Mazda MX-6.

## 1. Generáció (1979–1982)
Az első Prelude 1978 novemberében készült el, a második generációs Civic alapjaira. Az elöl-hátul független rugóstagok, a fékek és a padlólemez is mind a második generációs Civic-ből származott. A Civic hasonlóság jól látható az első lökhárítón is. A Prelude-öket kizárólag a Honda Verno kereskedéseiben árusították Japánban, és a Honda zászlóshajójaként tartotta pozícióját világszerte az egyetlen sportkupé modellel, egészen a Hona/Acura NSX évekkel későbbi érkezéséig. Habár a hajtáslánc közös volt a Accordéval, a Prelude megtalálta a helyét mint kétajtós, elsőkerék hajtású autó. 4090 mm-es hosszával, 1635 mm-es szélességével és 1290 mm-es magasságával igazán alacsony és széles volt. A tengelytávja 2320 mm, 60 mm-rel rövidebb, mint az Accordé. A Prelude eladások sokkal jobbak voltak külföldön, mint a hazájában, Japánban; kb. 313,000 darab készült belőle a négyéves gyártási idő alatt, ennek kb. 80%-a exportra ment Japánból. Az első generációból az Egyesült Államokba összesen 171,829 darab került.
Mivel a korszak Civicje/Accordja segédalvázas alvázszerkezetet használt önhordó karosszériával, ezért a Prelude-be is ez került, ez növelte a karosszéria merevségét és a torziós merevséget is. Az első futóműben MacPherson felfüggesztést alkalmaztak hagyományos tekercsrugóval, melynek a középső tengelyére szerelték a lengéscsillapítót, ezzel érték el a nagyon sima, zökkenőmentes utazást. A hátsó felfüggesztést a Lotus tervezte. Az előre szerelt kanyarstabilizátor két funkciót szolgált, először is csökkentette a karosszéria dőlését a kanyarokban, másodsorban pedig kitámasztó karként szolgált az első futóműnek; a hátsó futóművet is ellátták stabilizátorrúddal. Ez az elgondolás csökkentette az orrmotoros, elsőkerék hajtású autókra jellemző alulkormányozottságot a gyors kanyarokban, valamint csökkent a túlkormányzottság is az orrmotoros kialakításának köszönhetően. 175/70 R13 Bridgesstone radiál gumikon futott, a Prelude a teljesen független felfüggesztésével eredményezte a jó tapadást és a kiváló vezethetőséget. A Prelude sok elismerést kapott a jó kezelhetőségéért, a jó súlyelosztásáért. Brock Yates írta a Motor Trendben: "...ez egy csodálatos autó. A gép, mint minden Honda, maga a megtestesült gépezet. Ez egy viszonylag erős kis autó, ami bárki számára elérhető."
A motor az Accordból származott, sornégyes SOHC, 12 szelepes, 1750 ccm CVCC, 75 LE (56 KW) teljesítmény 4500-as fordulatszámnál és 130 Nm-es nyomaték 3000-es fordulatszámnál. Ez volt elérhető az amerikai és japán piacon. Az Accorddal közös motorhoz motorolaj hűtő és tranzisztoros gyújtás tartozott. 1980-ban mutatkozott be a CVCC-II motor, ami már fel volt szerelve katalizátorral és számos más finomítással, ami növelte a vezethetőséget, és a Prelude is kapott egy enyhe ráncfelvarrást 1981-ben. A sebességváltó 5 sebességes manuális volt, vagy kezdetben 2 sebességes "Hondamatic" félautomata, amit 1979 októberében felváltott egy 3 sebességes automata, amiben volt overdride. A Prelude gyors volt, amikor a Motor Trendben összehasonlították a vetélytársaival, egy korabeli mérés szerint a negyed mérföldet tekintélyes 18,8 másodperc alatt teljesítette 70 mérföldes végsebességgel. A normál szövetülések mellett, amit a legtöbb modellbe tettek, egy 'Executive' felszereltség is elérhető volt néhány országban, amihez járt szervokormány és Connolly bőr kárpit, amit kifejezetten csak a luxusautókban volt megtalálható. A Prelude volt az első Honda modell, amelyhez alapfelszereltségként tartozott a motoros napfénytető, ami végül a Prelude védjegyévé vált. A Honda egyetlen központi műszercsoportban helyezte el a sebességmérőt és a fordulatszámmérőt, amik ugyanazon ív mentén mozogtak. Szintén itt, magasan helyezték el a kompakt AM/FM rádió egységet is, ezzel meg szerették volna könnyíteni a készülék használatát, de a vásárlók zavarónak találták az elrendezést, így 1980-ban lehetővé tették, hogy a kereskedésekben átszerelhessék a kazettás AM/FM rádió egységet középre, a hagyományos helyre. A Prelude-ben alapfelszereltségként rengeteg más dolog is megtalálható volt, beleértve a szakaszos ablaktörlőt, színezett üvegeket, belső tankajtó nyitást. A Honda 1982-től beszerelt még néhány elektromos figyelmeztető jelzést, de egyébként az első generációs Prelude-ben a legtöbb dolog változtatás nélkül megmaradt egészen a gyártás végéig. Létezett belőle kabrió változat is, ezt Solaire-nek nevezték, ezt egy Santa Ana nevű kaliforniai cég mutatta be. Kevesebb, mint 100 darab eladásában hittek, és az összeset eladták a Honda márkakereskedéseken keresztül, teljesen gyári garanciával.
Az SOHC 8 szelepes 1602 ccm (nem CVCC) sornégyes, 78 LE (55 KW) @ 5000, 125 Nm @ 3000 teljesítményű motor az angol, az ausztrál és a kanadai piacon volt elérhető. Ennek 3 fokozatú (nem automata) szívatója és kéttorkú karburátora volt.

## 2. Generáció (1983–1987)
A Prelude második generációja 1983-ban jelent meg. Kezdetben az A18A kódjelű, 1.8 literes 12 szelepes iker karburátoros motor 110 LE-t (77 kW) teljesített, 1985-től vezették be az "Si" modellnél az üzemanyag befecskendezőt. Japánban, Ázsiában és Európában elérhető volt egy 2 literes DOHC 16 szelepes PGM-FI motor, ezt Európában csak 1986-tól lehetett kapni. A JDM (japán piac) B20A 160 LE-t (120 kW) teljesített 6300-as fordulatszámon, amíg az EDM (európai piac) B20A1 mindössze 137-et (102 kW) 6000-es fordulatszámon. Ez volt az első Prelude generáció, aminek felnyíló fényszórói voltak. Ez tette áramvonalassá az orr részt és csökkentette a légellenállást is lecsukott helyzetben. A felnyitott fényszórók viszont szignifikánsan nagyobb légellenállást keltettek, különösen nagy sebességnél. Az 1983-as modell könnyen felismerhető a gyárilag festett acél keréktárcsáiról, a könnyűfém kerekek felárasak voltak. 1984-87 közötti időszakban az alapmodellek megkapták a Civic dísztárcsáit.
A Prelude az egyik kulcsfontosságú modellje volt a japán Honda Verno márkakereskedéseknek, ezt az értékesítési csatornát a teljesítmény-orientált modellek számára tartották fenn.
Amikor piacra dobták a 2 literes 16 szelepes DOHC motort, a motorháztetőn kicsit változtattak, mivel a nagyobb motor nem fért volna el a eredeti motorháztető alatt. Az európai változaton szintén láthatóak kisebb változtatások a hátsó lámpáknál, valamint az első és hátsó lökhárítókon, amiket itt már színre fújtak.
Az autó meglehetősen alacsony súlya (1025 kg) és nagy motor ereje miatt (a 16 szelepes motor 160 LE-t teljesített (119 kW)) relatíve elég fürge volt a versenytársaihoz képest.

## 4. Generáció (1992-1996)
| Gyártási év | Modell   | Modellkód | Henger űrtartalom | Teljesítmény    | Ország                 |
| ----------- | -------- | --------- | ----------------- | --------------- | ---------------------- |
| 1992–1996   | 2.0i     | BB3       | 1997 cm³          | 98 kW (133 Le)  | Európa                 |
| 1992–1996   | 2.2i     | BB4       | 2157 cm³          | 147 kW (200 Le) | Japán                  |
| 1992–1996   | 2.3i     | BB2       | 2259 cm³          | 118 kW (160 Le) | Austrália, Európa, USA |
| 1992–1996   | 2.2 VTEC | BB1       | 2157 cm³          | 136 kW (185 Le) | Európa                 |
| 1992–1996   | 2.2 VTEC | BB1       | 2157 cm³          | 147 kW (200 Le) | Japán                  |
| 1992–1996   | 2.2 VTEC | BA8       | 2156 cm³          | 99 kW (135 Le)  | Austrália, USA         |
| 1992–1996   | 2.2 VTEC | BA8       | 2156 cm³          | 118 kW (160 Le) | Japán                  |
| 1992–1996   | 2.3      |           | 2256 cm³          | 118 kW (160 Le) | Japán                  |

## 5. Generáció (1997-2001)

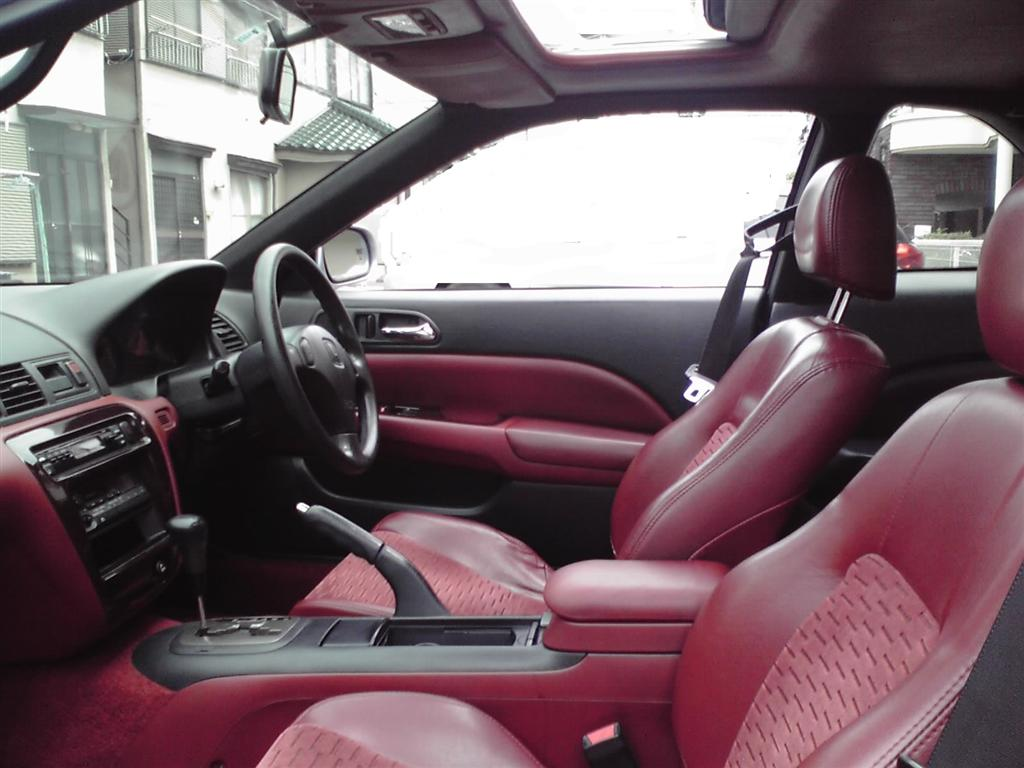
Interior

Az 1996. november 7-én bevezetett ötödik generáció megőrizte a fronthajtásos elrendezését független első felfüggesztéssel és 63/37 súlyeloszlással.
A legtöbb ötödik generációs Honda Prelude 16 hüvelykes (410 mm) alumínium könnyűfém felnivel és 205/50 R16 87V szezonális gumiabroncsokkal és 285 mm első fékekkel. 4 (2.0 L) és 5 (2.2 L) csavaros kerékaggyal készültek.
Az 5. generációs Prelude 1997 mutatkozott be (Tipuskód BB8/9) újra egy teljesen új karosszériával. Honda visszatért a harmadik generáció (1987–1991) négyszögletes stílusához.
Az összes modell a BB-alvázra (BB5-BB9)  épült. és H vagy F sorozatú motorokat tartalmazott.
F22B
H22A5 benzinüzemű soros 4 hengeres alumínium ötvözet öntvény motor FRM persellyel furat 87 mm, löket 90,7 mm, sűrítési viszony 10:1 hengerűrtartalom 2157 cm3.
Fogasszíjjal hajtott DOHC hengerfej hengerenként 4 szeleppel VTEC szelepemelő rendszer a szívó és a kipufogó oldalon 5800 fordulat / perc fölött vált. 35 mm -es szívószeleppel és 30 mm -es kipufogószeleppel.
40 000-45 000 kilométerenként szelephézagot kell ellenőrizni. Hideg motor esetén a szívószelep hézagjának 0,15–0,19 mm, a kipufogószelep hézagjának 0,17–0,21 mm-nek kell lennie.
Olajcsere periódus 5 000 - 10 000 km, motorolaj-kapacitás 4,8 liter, ajánlott motorolaj 5w30, 5w40, 10w30, 10w40,10w50, 15w40, 15w50.
Olajfogyasztás maximum 0,5 liter / 1000 km, motor élettartalma +200 000 km.
Maximális teljesítmény 136 kW (185 LE) 6800 fordulat / percnél, maximális fordulatszám 7200 fordulat / perc.
H22A8
5 sebességes kézi vagy 4 sebességes automata váltóval volt szerelve.
|           |      |              | Alváz | Motor- kód | Váltó- kód |      |
| 1996-2000 | JDM  | Xi/Si        | BB5   | F22B       | M2A5       |      |
| 1996-2000 | JDM  | Xi/Si        | BB7   | F22B       | M2A5       |      |
| --------- | ---- | ------------ | ----- | ---------- | ---------- | ---- |
| 1997-2001 | AuDm | Si           | BB5   | F22Z6      | M2J4       |      |
| 1999-2001 | EuDm | 2,2VTi       | BB6   | H22A8      | M2P4       |      |
| 1999-2001 | EuDm | 2,2VTi 4WS   | BB6   | H22A8      | M2P4       |      |
| 1999-2001 | EuDm | 2,2VTi-S     | BB6   | H22A8      | M2P4       |      |
| 1999-2001 | EuDm | 2,2VTi-S 4WS | BB6   | H22A8      | M2P4       |      |
| 1999-2001 | EuDm | 2,2VTi-S     | BB6   | H22A8      | M2R4       | ATTS |
| 1996-2000 | JDM  | SiR          | BB6   | H22A       | M2S4       |      |
| 1996-2000 | JDM  | SiR 4WS      | BB8   | H22A       | M2S4       |      |
| 1996-2000 | JDM  | SiR          | BB6   | H22A       | M2T4       | LSD  |
| 1997-2001 | UsDm | SH           | BB6   | H22A4      | M2U4       | ATTS |
| 1996-2000 | JDM  | Tipe S       | BB6   | H22A       | M2U4       | ATTS |
|           |      |              |       |            |            |      |

| Model      | Motor                       | Motor         | Motor                          | Kormányzás | Alváz kód |       |     |        |        |            |
| Model      | Motorkód                    | C/R           | Teljesítmény                   | Kormányzás | Alváz kód | Japán | USA | Kanada | Európa | Ausztrália |
| ---------- | --------------------------- | ------------- | ------------------------------ | ---------- | --------- | ----- | --- | ------ | ------ | ---------- |
| Xi         | F22B                        | 8.8:1         | 135 PS (99 kW; 133 hp)         | 2WS        | BB5       |       |     |        |        |            |
| Si         | F22B                        | 9.2:1         | 160 PS (118 kW; 158 hp)        | 2WS        | BB5       |       |     |        |        |            |
| Si         | F22B                        | 9.2:1         | 160 PS (118 kW; 158 hp)        | 4WS        | BB7       |       |     |        |        |            |
| SiR        | H22A                        | 10.6:1        | 200 PS (147 kW; 197 hp)        | 2WS        | BB6       |       |     |        |        |            |
| SiR        | H22A                        | 10.6:1        | 200 PS (147 kW; 197 hp)        | 4WS        | BB8       |       |     |        |        |            |
| SiR S-spec | H22A                        | 11.0:1        | 220 PS (162 kW; 217 hp)        | 2WS        | BB6       |       |     |        |        |            |
| Type S     | H22A                        | 11.0:1        | 220 PS (162 kW; 217 hp)        | 2WS        | BB6       |       |     |        |        |            |
| Base       | H22A4                       | 10.0:1        | 203 PS (149 kW; 200 hp)        | 2WS        | BB6       |       |     |        |        |            |
| Type SH    | H22A4                       | 10.0:1        | 203 PS (149 kW; 200 hp)        | 2WS        | BB6       |       |     |        |        |            |
| SE         | H22A4                       | 10.0:1        | 203 PS (149 kW; 200 hp)        | 2WS        | BB6       |       |     |        |        |            |
| 2.0i       | F20A4                       | 9.5:1         | 133 PS (98 kW; 131 hp)         | 2WS        | BB9       |       |     |        |        |            |
| 2.2 VTi    | H22A5 (96–98) H22A8 (99–01) | 10.0:1 11.0:1 | 185 PS 200 PS (147 kW; 197 hp) | 2WS        | BB6       |       |     |        |        |            |
| 2.2 VTi    | H22A5 (96–98) H22A8 (99–01) | 10.0:1 11.0:1 | 185 PS 200 PS (147 kW; 197 hp) | 4WS        | BB8       |       |     |        |        |            |
| 2.2 VTi-S  | H22A5 (97–98) H22A8 (99–01) | 10.0:1 11.0:1 | 185 PS 200 PS (147 kW; 197 hp) | 2WS        | BB6       |       |     |        |        |            |
| Si         | F22Z6                       | 10.0:1        | 160 PS (118 kW; 158 hp)        | 2WS        | BB5       |       |     |        |        |            |
| VTi-R      | H22A4 (97–98) H22Z1 (99–01) | 10.0:1        | 203 PS (149 kW; 200 hp)        | 2WS        | BB6       |       |     |        |        |            |
| ATTS       | H22A4 (97–98) H22Z1 (99–01) | 10.0:1        | 203 PS (149 kW; 200 hp)        | 2WS        | BB6       |       |     |        |        |            |

### 1999 Frissítés
Az 1999-es modellévre a Prelude frissítést kapott; Ez magában foglalta az 5 lóerős (4 kW) teljesítmény növelést  Új elülső rács, egy kicsi "Prelude" kitűzővel, a kabin levegőszűrő rendszerrel és a rendelkezésre álló színek megváltoztatásával.

## Fordítás
- Ez a szócikk részben vagy egészben  a   Honda Prelude című angol Wikipédia-szócikk fordításán alapul.  Az eredeti cikk szerkesztőit annak laptörténete sorolja fel. Ez a jelzés csupán a megfogalmazás eredetét és a szerzői jogokat jelzi, nem szolgál a cikkben szereplő információk forrásmegjelöléseként.